# Slim Amamou

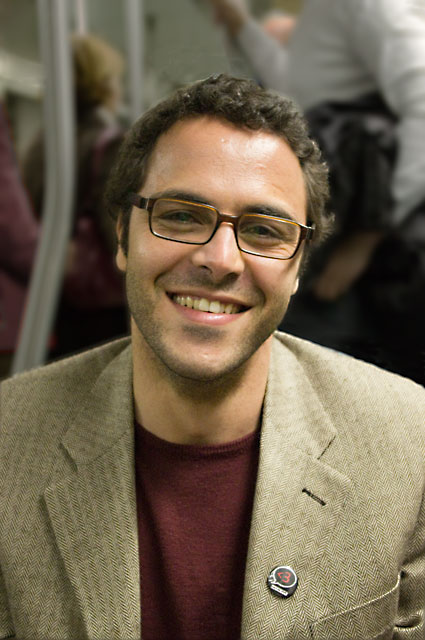
Slim Amamou

Slim Amamou (ur. 1977) – bloger i aktywista, działacz tunezyjskiej Partii Piratów.
Ukończył Université de Sousse. Na swoim blogu zamieszczał treści krytyczne wobec polityki prezydenta Zina Al-Abidina Ben Alego. Występował też przeciwko cenzurze. Podczas tzw. jaśminowej rewolucji zajmował się rozpowszechnianiem informacji na temat antyrządowych protestów oraz agitacją. Podejmował również działania hakerskie, w czym był wspierany między innymi przez międzynarodową grupę Anonymus. Aresztowany i oskarżony o działalność antypaństwową, został zwolniony 13 stycznia 2011. Po krótkim, ponownym, pobycie w areszcie, ostatecznie uwolniony 17 stycznia 2011. Objął wówczas stanowisko sekretarza stanu ds. sportu i młodzieży w tymczasowym gabinecie utworzonym przez premiera Mohameda Ghannouchiego. Utrzymał je również w powołanym 7 marca 2011 rządzie Bedżiego Caida Essebsiego. 25 maja 2011 podał się do dymisji na znak protestu przeciwko ocenzurowaniu, na żądanie wojska, kilku stron internetowych.